# Crossfire: Legion
Crossfire: Legion es un videojuego de estrategia en tiempo real desarrollado por Blackbird Interactive y publicado por Prime Matter y Smilegate para Windows mediante acceso anticipado el 24 de mayo de 2022 y su versión completa el 8 de diciembre de 2022. El juego es una versión estratégica de la serie de disparos en primera persona Crossfire. En Crossfire: Legion, los jugadores controlan tres facciones diferentes que luchan entre sí en un futuro próximo. Cada facción cuenta con comandantes, unidades de infantería, vehículos y unidades aerotransportadas únicos; todos ellos se pueden mejorar y usar habilidades especiales.

## Jugabilidad
Las batallas en tiempo real se libran en mapas multijugador, en escenarios cooperativos y en una campaña individual. Tres facciones obtienen combustible y materiales enviando trabajadores mecanizados a nodos e instalaciones preconstruidos. Ambos recursos son necesarios para producir nuevas unidades, construir edificios y financiar mejoras. Las tres facciones utilizan diferentes estrategias en cuanto a los tipos de unidades y tácticas. Global Risk es una organización antiterrorista fundada por gobiernos mundiales. Se centra en unidades de largo alcance como el tanque "Phalanx" y los soldados cohete. "Global Risk" ataca principalmente a distancia. Black List es un grupo disidente de antiguos miembros de Global Risk que utilizan tácticas de guerrilla como emboscadas con unidades rápidas y ligeras como el buggy "Cheetah" y el helicóptero "Falcon". New Horizon se centra en unidades pesadas como el robot bípedo "Titan", que son caras, potentes y bien blindadas. El comandante de la facción, "Ángel", apoya a sus tropas desplegando campos de energía para fortalecer su blindaje o dañar a las unidades hostiles.
Además de la campaña para un jugador, el juego incluye varios modos multijugador competitivos. En "Versus", hasta seis jugadores o robots de IA en dos equipos compiten. El objetivo es destruir todas las bases centrales hostiles. En el modo "Carga", los jugadores deben escoltar tres cargas hasta las bases de sus oponentes o destruir su base central. También está disponible el modo multijugador cooperativo en línea "Operación Thunderstrike". En este modo, hasta tres jugadores construyen una base y la defienden de oleadas enemigas controladas por la computadora, mientras escoltan o protegen un objetivo específico. Las misiones secundarias ayudan a cumplir los objetivos.

## Desarrollo
Crossfire: Legion está desarrollado por el estudio canadiense Blackbird Interactive. Fue anunciado por la editora Prime Matter, un sello premium de Koch Media, en junio de 2021. En enero de 2022 el juego fue revelado al público. En febrero de 2022 se publicó una demostración multijugador en Steam y el 8 de diciembre de 2022 se lanzó el juego completo.